# Плешу, Андрей
Андрей Плешу (*23 августа 1948, Бухарест) — румынский политик, философ, журналист, критик. Министр культуры Румынии (1989—1991), Министр иностранных дел (1997—1999).

## Биография

### Образование и преподавательская деятельность
Сын хирурга Совет Плешу и Зои Радулеску. Учился в лицее «„Spiru Haret“» и на факультете истории искусства в университете Бухареста, который окончил с отличием в 1971. После окончания университета, он поступил в художественный Институт истории Румынской академии наук. В 1975 Плешу выиграл стипендию Александра фон Гумбольдта, с помощью которой смог продолжить обучение в Бонне и Гейдельберге. В 1980 защитил докторскую диссертацию на тему «Sentimentul naturii în Cultura europeană».
В 1980 начал работать преподавателем Университета Бухареста, но через два года по политическим причинам ему было запрещено проводить занятия со студентами. В 1983—1984 получил второй грант от Гумбольдта и вернулся в Институт истории искусств. Эту работу он потерял в апреле 1989, когда открыто поддержал Мирча Динеску, выступая против коммунистического режима в Румынии. Также в этот период ему запрещают публиковаться. После Румынской революции в декабре 1989 стал одним из основателей журналов «New Europe College» и «Dilema». В это же время Плешу вернулся в Университет Бухареста как профессор. Там он читает лекции по истории искусств и философии религии.

## Политическая деятельность
Будучи студентом, он вступил в Румынскую коммунистическую партию, но в мае 1982 был исключен из нее.
С декабря 1989 по 1991 — Министр культуры.
В 1997—1999 занимал пост Министра иностранных дел.
В 2000—2004 он был членом Национального Архива, но ушел в отставку с этого поста в знак протеста против политического давления на членов Коллегии. В 2004 году он стал советником по вопросам внешней политики Президента Траяна Бэсеску. В 2005 ушел в отставку по состоянию здоровья.
Семья
В 1971 Плешу женился на Мэри Петрулиан, имеет двух сыновей Матея и Михая.

## Публикации
- 2012 — On Angels — Exposition for a Post-Modern World.
- 1974 — Călătorie în lumea formelor («Podróż do świata form»).
- 1980 — Pitoresc și melancolie
- 1981 — Francesco Guardi
- 1986 — Ochiul și lucrurile («Oko i rzeczy»)
- 1988 — Minima moralia («Minimum moralne»)
- 1991 — Dialoguri de seară («Dialogi wieczorne»)
- 1993 — Jurnalul de la Tescani
- 1994 — Limba păsărilor («Język ptaków»)
- 1996 — Chipuri și măști ale tranziției («Twarze i maski transformacji»)
- 2002 — Transformări, inerții, dezordini. 22 de luni după 22 decembrie 1989 (wspólnie z Petre Romanem i Eleną Ștefoi)
- 2003 — Despre îngeri («O aniołach»)
- 2004 — Obscenitatea publică
- 2005 — Comedii la porțile Orientului
- 2006 — Despre bucurie în Est și în Vest și alte eseuri,
- 2011 — Despre frumusețea uitată a vieții («O zapomnianym pięknie życia»)
- 2012 — Parabolele lui Iisus. Adevarul ca poveste («Parabole Jezusa. Prawda jako historia»)